# 澳大利亚沙群海葵
澳大利亚沙群海葵（学名：Palythoa australiae）为鞘群海葵科沙群海葵属的动物。分布于澳大利亚、菲律宾、越南以及南海西沙群岛等。